# Зюсен
Зюсен (нім. Süßen) — місто в Німеччині, знаходиться в землі Баден-Вюртемберг. Підпорядковується адміністративному округу Штутгарт. Входить до складу району Геппінген.
Площа — 12,78 км2. Населення становить 10 155 ос. (станом на 31 грудня 2020).